# Benedikt v Slovenskih goricah
Benedikt v Slovenskih goricah este o localitate din comuna Benedikt, Slovenia, cu o populație de 693 de locuitori.